# Marvelous Entertainment
Marvelous Entertainment Inc. (株式会社 マーベラスエンターテイメント, Kabushiki kaisha Māberasu Entāteimento) (MMV) est une multinationale fondée en 1997 qui exerce son activité dans le secteur de la production de musique, d'animation, de jeux vidéo, de séries télévisées et de divertissement. La licence MMV la plus célèbre est Harvest Moon.

## Historique

Logo de Marvelous Interactive

Marvelous Entertainment est fondé le 25 juin 1997.
Le 31 mars 2003, Victor Interactive Software est racheté par Marvelous Entertainment, le nouveau groupe prend le nom de Marvelous Interactive Inc.
Le 20 mars 2007, Marvelous Entertainment annonce la fusion de Marvelous Interactive dans Marvelous Entertainment à compter du 30 juin 2007.
À partir du mois de juin 2013, Ken Kutaragi, l'ancien PDG de Sony Computer Entertainment considéré comme le père de la PlayStation, entre en fonction au poste de directeur externe chez Marvelous AQL.